# Stazione di Cles
Stazione di Cles vasútállomás Olaszországban, Trentino-Alto Adige régióban, Cles településen.

## Vasútvonalak
Az állomást az alábbi vasútvonalak érintik:
- Trento–Malè–Marilleva-vasútvonal

## Kapcsolódó állomások
A vasútállomáshoz az alábbi állomások vannak a legközelebb: 
- Cles-Polo Scolastico railway station (Mezzana railway station, Trento–Malè–Marilleva-vasútvonal)
- Tassullo railway station (Stazione di Trento FTM, Trento–Malè–Marilleva-vasútvonal)